# Gan ha-Darom
Gan ha-Darom (hebr. גן הדרום) – moszaw położony w samorządzie regionu Gederot, w Dystrykcie Centralnym, w Izraelu.
Leży na nadmorskiej równinie w północno-zachodniej części pustyni Negew, w otoczeniu miasta Aszdod, miasteczka Gan Jawne, moszawów Bene Darom, Kefar Awiw, Newe Miwtach i Biccaron, oraz kibucu Kewucat Jawne.

## Historia
Moszaw został założony w 1953 przez żydowskich imigrantów z Iraku, którzy dotarli do Izraela dzięki operacji „Ezdrasz i Nehemiasz”. Pierwsi osadnicy mieszkali początkowo w obozie dla imigrantów (mabara) w sąsiednim Gan Jawne. W tym czasie w nowym moszawie budowano podstawową infrastrukturę. W 1957 do moszawu przybyło 15 rodzin z Polski

## Kultura i sport
W moszawie znajduje się ośrodek kultury i sportu, przy którym jest boisko do piłki nożnej oraz korty tenisowe.

## Gospodarka
Gospodarka moszawu opiera się na intensywnym rolnictwie, hodowli krów i drobiu, oraz uprawach awokado. Jest tutaj winnica Granada.
Firma Bustan Hadarom Ltd. specjalizuje się w usługach składowania i przechowywania towarów w niskich temperaturach. W moszawie działa także kilka spółek informatycznych.

## Komunikacja
Wzdłuż zachodniej granicy moszawu przebiega autostrada nr 4 (Erez-Rosz ha-Nikra), brak jednak możliwości bezpośredniego wjazdu na nią. Z moszawu w kierunku północnym wychodzi lokalna droga, która prowadzi do skrzyżowania z drogą ekspresową nr 42 (Aszdod-Riszon le-Cijjon), która kawałek dalej krzyżuje się z drogą ekspresową nr 41 (Aszdod-Gedera).